# Scudra
Scudra sau Skudra (greacă: Σκύδρα) a fost o satrapie a Imperiului Ahemenid în Europa între anii 510 î.Hr. și 479 î.Hr. Numele este atestat în inscripțiile persane și egiptene (o sursă egipteană din 498–497 î.Hr. și o listă de pe mormântul lui Darius cel Mare de la Naqsh-e Rustam, cca. 486 î.Hr.). Se consideră că includea teritoriile regiunii Tracia.
N. G. L. Hammond a înaintat o ipoteză conform căreia numele Skudra a fost numele dat acestei regiuni de către frigieni, care s-au stabilit în zonă înainte de a migra în Asia. Sursele persane descriu provincia ca fiind populată de trei grupuri: Saka Paradraya (eventual, referindu-se la geți), Skudra (eventual, traci) și Yauna Takabara. Yauna Takabara se crede că se referă la macedoneni.
Regiunile trace și scite au fost cucerite de Darius I în jurul anului 512 î.Hr., iar regatul Macedoniei de către Mardonius în 492 î.Hr.